# Prezbiterium (kolegium)
Prezbiterium (kolegium) (gr. presbyterion - starszyzna; inaczej rada starszych, kolegium prezbiterów) – historyczne określenie kolegialnego organu zarządzającego kościołem partykularnym/ kościołem lokalnym w chrześcijaństwie.
Termin jest znany z Nowego Testamentu i oznacza tam grupę co najmniej 3 mężczyzn wyznaczonych przez jakiegoś apostoła do kolegialnego kierowania założonym przez niego kościołem miejskim. Członków prezbiterium zwano prezbiterami (starszymi). Na przełomie I i II w. przewodniczący prezbiterium przyjął tytuł biskupa, przejmując z biegiem czasu wszystkie uprawnienia tego kolegium.
W dzisiejszych czasach termin prezbiterium nadal funkcjonuje w kościołach chrześcijańskich. W Kościele katolickim oznacza on ogół prezbiterów (kapłanów, księży) przypisanych kanonicznie do danej diecezji, a w kościołach protestanckich - zwykle w odmianie rada starszych - oznacza ciało kierujące lokalnym zborem.